# Konrad Kornek
Konrad Józef Kornek (Luboschütz, 1937. február 12. – Dormagen, Németország 2021. március 6.) válogatott lengyel labdarúgó, kapus.

## Pályafutása

### Klubcsapatban
A Krzanowice csapatában kezdte a labdarúgást. 1954 és 1959 között a Budowlani Opole, 1959 és 1961 között a Legia Warszawa labdarúgója volt. 1961-ben visszatért az Odra Opole csapatához. 1969 és 1971 között az Egyesült Államokban játszott. Először a Polonia NY együttesében, majd 1971-ben a New York Cosmos játékosaként fejezte be az aktív labdarúgást.

### A válogatottban
1962 és 1967 között 15 alkalommal szerepelt a lengyel válogatottban.

## Statisztika

### Mérkőzései a lengyel válogatottban
| Lengyelország | Lengyelország        | Lengyelország                  | Lengyelország | Lengyelország | Lengyelország | Lengyelország | Lengyelország | Lengyelország |
| #             | Dátum                | Helyszín                       | Hazai         | Eredmény      | Vendég        | Kiírás        | Gólok         | Esemény       |
| ------------- | -------------------- | ------------------------------ | ------------- | ------------- | ------------- | ------------- | ------------- | ------------- |
| 1.            | 1962. április 11.    | Párizs, Parc des Princes       | Franciaország | 1 – 2         | Lengyelország | barátságos    | -             |               |
| 2.            | 1962. április 15.    | Casablanca, Honneur Stadion    | Marokkó       | 1 – 3         | Lengyelország | barátságos    | -             | 78'           |
| 3.            | 1963. május 15.      | Oslo, Ullevaal Stadion         | Norvégia      | 2 – 5         | Lengyelország | barátságos    | -             |               |
| 4.            | 1963. május 22.      | Varsó, Stadion Dziesięciolecia | Lengyelország | 4 – 0         | Görögország   | barátságos    | -             |               |
| 5.            | 1963. június 2.      | Chorzów, Slask-stadion         | Lengyelország | 1 – 1         | Románia       | barátságos    | -             |               |
| 6.            | 1963. szeptember 4.  | Szczecin, Stadion Miejski      | Lengyelország | 9 – 0         | Norvégia      | barátságos    | -             | 87'           |
| 7.            | 1963. szeptember 22. | Poznań, Július 22. Stadion     | Lengyelország | 0 – 0         | Törökország   | barátságos    | -             |               |
| 8.            | 1964. május 10.      | Krakkó, Wisla Stadion          | Lengyelország | 3 – 1         | Írország      | barátságos    | -             |               |
| 9.            | 1964. október 25.    | Dublin, Dalymount Park         | Írország      | 3 – 2         | Lengyelország | barátságos    | -             | 54'           |
| 10.           | 1965. május 16.      | Krakkó, Wisla Stadion          | Lengyelország | 1 – 1         | Bulgária      | barátságos    | -             |               |
| 11.           | 1965. október 13.    | Glasgow, Hampden Park          | Skócia        | 1 – 2         | Lengyelország | vb-selejtező  | -             |               |
| 12.           | 1966. december 3.    | Tel-Aviv, Bloomfield stadion   | Izrael        | 0 – 0         | Lengyelország | barátságos    | -             | 46'           |
| 13.           | 1967. április 16.    | Luxembourg, Stade Municipal    | Luxemburg     | 0 – 0         | Lengyelország | Eb-selejtező  | -             |               |
| 14.           | 1967. május 21.      | Chorzów, Stadion Śląski        | Lengyelország | 3 – 1         | Belgium       | Eb-selejtező  | -             |               |
| 15.           | 1967. július 28.     | Wrocław, Stadion Olimpijski    | Lengyelország | 0 – 1         | Szovjetunió   | barátságos    | -             |               |
|               | Összesen             |                                |               | 15            | mérkőzés      |               | 0             | gól           |